# احمد سلام
احمد سلام (انگلیسی: Ahmed Salam؛ زادهٔ ۳۰ دسامبر ۲۰۰۰) بازیکن فوتبال اهل بریتانیا است.